# Dactylothyrea spinipes
Dactylothyrea spinipes är en tvåvingeart som beskrevs av Becker 1916. Dactylothyrea spinipes ingår i släktet Dactylothyrea och familjen fritflugor. Inga underarter finns listade i Catalogue of Life.